# Isole Marshall ai Giochi della XXX Olimpiade
Le Isole Marshall hanno partecipato ai Giochi della XXX Olimpiade di Londra, che si sono svolti dal 27 luglio al 12 agosto 2012, con una delegazione di 4 atleti.

## Atletica leggera
| Atleta        | Gara  | Batterie | Batterie | Quarti          | Quarti          | Semifinali      | Semifinali      | Finale          | Finale          |
| Atleta        | Gara  | Tempo    | Pos.     | Tempo           | Pos.            | Tempo           | Pos.            | Tempo           | Pos.            |
| ------------- | ----- | -------- | -------- | --------------- | --------------- | --------------- | --------------- | --------------- | --------------- |
| Tami Garstang | 100 m | 12"81    | 7º       | Non qualificato | Non qualificato | Non qualificato | Non qualificato | Non qualificato | Non qualificato |

| Atleta       | Gara  | Batterie | Batterie | Quarti          | Quarti          | Semifinali      | Semifinali      | Finale          | Finale          |
| Atleta       | Gara  | Tempo    | Pos.     | Tempo           | Pos.            | Tempo           | Pos.            | Tempo           | Pos.            |
| ------------ | ----- | -------- | -------- | --------------- | --------------- | --------------- | --------------- | --------------- | --------------- |
| Hayley Memra | 800 m | 2'14"90  | 6ª       | Non qualificata | Non qualificata | Non qualificata | Non qualificata | Non qualificata | Non qualificata |

## Nuoto
Maschile
| Atleta         | Evento           | Batteria | Batteria   | Semifinale      | Semifinale      | Finale          | Finale          |
| Atleta         | Evento           | Tempo    | Classifica | Tempo           | Classifica      | Tempo           | Classifica      |
| -------------- | ---------------- | -------- | ---------- | --------------- | --------------- | --------------- | --------------- |
| Giordan Harris | 50m stile libero | 26"88    | 46º        | Non qualificato | Non qualificato | Non qualificato | Non qualificato |

Femminile
| Atleta           | Evento           | Batteria | Batteria   | Semifinale      | Semifinale      | Finale          | Finale          |
| Atleta           | Evento           | Tempo    | Classifica | Tempo           | Classifica      | Tempo           | Classifica      |
| ---------------- | ---------------- | -------- | ---------- | --------------- | --------------- | --------------- | --------------- |
| Ann-Marie Hepler | 50m stile libero | 26"06    | 49ª        | Non qualificata | Non qualificata | Non qualificata | Non qualificata |